# Edoardo Aldo Cerrato

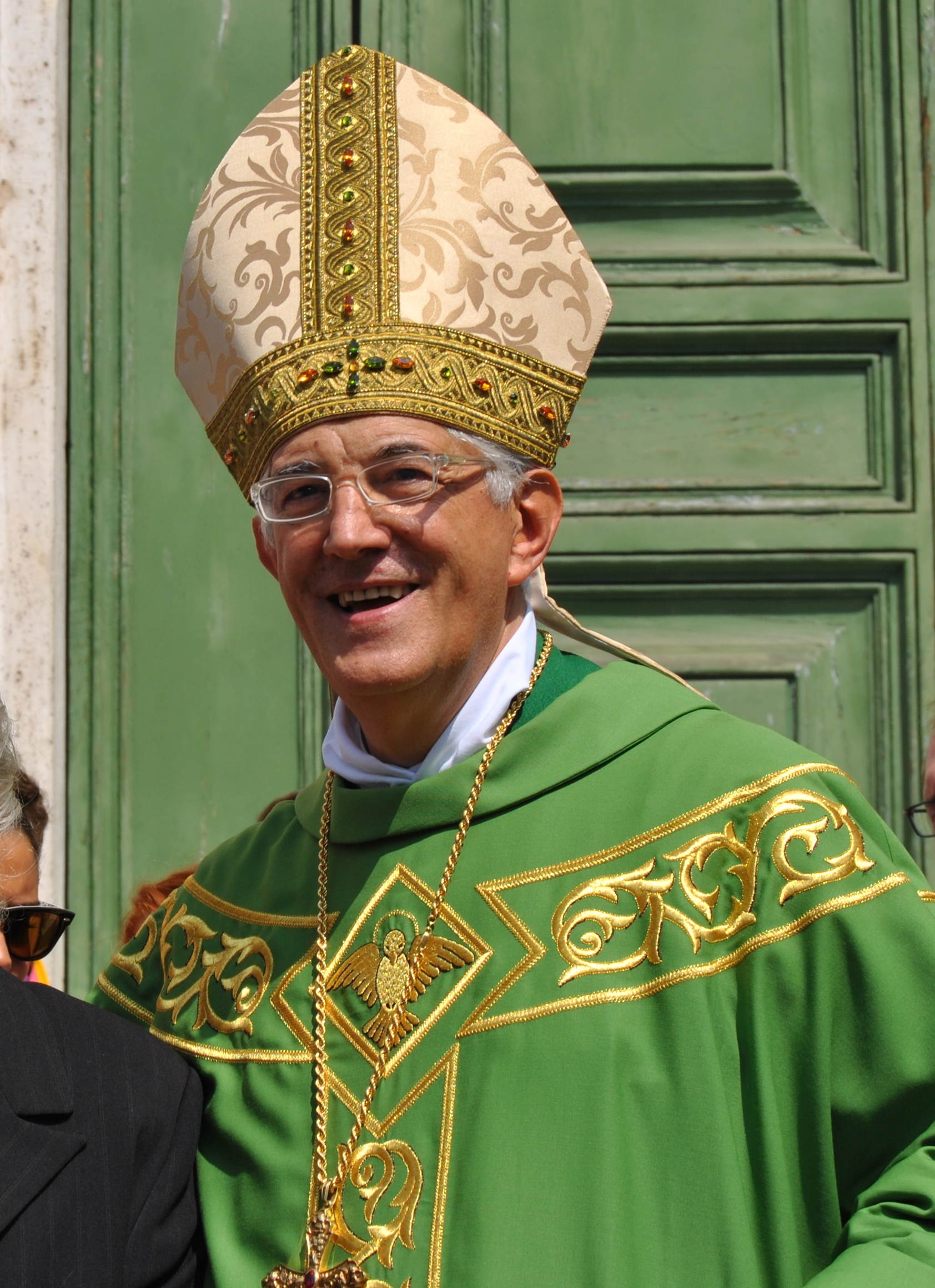
Bischof Edoardo Aldo Cerrato nach seiner Bischofsweihe (2012)

Bischofswappen

Edoardo Aldo Cerrato CO (* 13. Oktober 1949 in Turin) ist ein italienischer römisch-katholischer Ordensgeistlicher und emeritierter Bischof von Ivrea.

## Leben
Edoardo Aldo Cerrato trat der Ordensgemeinschaft des Oratoriums bei und empfing am 28. Juni 1975 die Priesterweihe.
Papst Benedikt XVI. ernannte ihn am 28. Juli 2012 zum Bischof von Ivrea. Die Bischofsweihe spendete ihm der Kardinalstaatssekretär und Kardinalkämmerer, Tarcisio Bertone SDB, am 8. September desselben Jahres; Mitkonsekratoren waren Adriano Bernardini, Apostolischer Nuntius in Italien und San Marino, und Arrigo Miglio, Erzbischof von Cagliari. Als Wahlspruch wählte er Ille fidelis. Er wurde am 7. Oktober 2012 in sein Amt eingeführt.
Am 16. Dezember 2024 nahm Papst Franziskus das altersbedingte Rücktrittsgesuch von Edoardo Aldo Cerrato an.